# Tortyra cuprinella
Tortyra cuprinella là một loài bướm đêm thuộc họ Choreutidae. Loài này có ở Panama và Costa Rica.